# 王戎

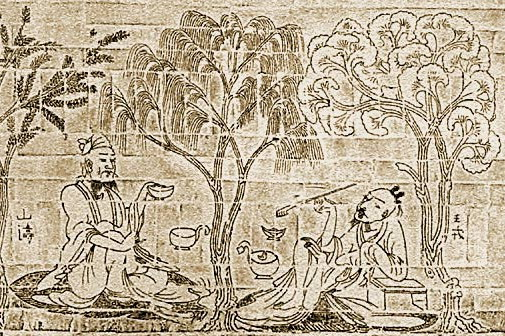
南京西善橋南朝墓墻磚上的王戎（右）與山濤形象

王戎（234年—305年7月11日），字濬沖，小字阿戎，琅邪臨沂（在今山東省臨沂市北）人。西晉大臣，官至司徒，封安豐侯，人稱王安豐。生於魏青龍二年（234年），卒於晉永興二年（305年），出自魏晉高門士族琅邪王氏，為幽州刺史王雄之孫，涼州刺史王渾之子，司徒王衍之堂兄，且與太保王祥同宗。王戎是「竹林七賢」中最年少的一位。

## 生平

### 幼年
王戎自幼“清明曉悟”，身材短小而風姿秀徹。據說能直視太陽而不目眩。中書令裴楷稱其雙目“爛爛如巖下電”。七歲時曾與同伴在路邊玩耍，見道旁有結滿李子的李樹，其他人爭相去採，只有王戎不動聲色，別人問他，答道：“樹在道邊而多子，此必苦李。”驗之果然如此。王戎與其父同僚、年長其二十四歲的阮籍為友。時阮籍與王渾同為尚書郎，造訪王渾時，阮籍便說：“與卿語，不如與阿戎語”。王渾去世時，其故吏贈錢百萬，王戎辭而不受，於是顯名。鍾會曾評之曰：“裴楷清通，王戎簡要。”

### 平吳之役
王戎善於清談，知者謂其“超然玄著”，以精辟的品評與識鑑而著稱。王戎承襲其父的貞陵亭侯爵位，被司馬昭辟為掾屬，歷仕吏部黄門郎、散騎常侍、河東太守。咸寧二年（276年）遷荊州刺史，四年改豫州刺史，加建威將軍。咸寧五年（279年）十一月，晉武帝伐吳，王戎督軍臨江，遣參軍羅尚、劉喬領軍攻武昌（在今湖北鄂州），吳江夏太守劉朗降。吳平，以功進安豐侯，增邑六千戶。後因母喪去職。
王戎在荊州籠絡當地吳人，頗為成功，舉薦了因與吳末帝孫皓不和而辭官的故吳光祿勳石偉，“荊土悅服”。太康三年（282年）王戎被徵為侍中。南郡太守劉肇以十丈細布賄賂王戎。王戎雖沒有接受，但寫信感謝劉肇，被司隷校尉劉毅彈劾。武帝為王戎開脫道：“戎之為行，豈懷私苟得，正當不欲為異耳。”然而王戎從此為清議所譏。太康五年，遷光祿勳。十年，補吏部尚書。

## 八王之亂
太熙元年（290年）四月武帝崩，惠帝即位，改元永熙。八月，楊駿以王戎為太子太傅。永平元年（291年）三月，楊駿一族被誅，賈執政，改元元康。王戎轉任中書令，加光祿大夫，六月遷尚書左僕射，領吏部尚書。
在吏部任上，王戎創製了甲午制，凡選官先行試用，考其政績後再予以徵用或辭退，選官時“以識會待之，各得其所”。但被司隷傅咸彈劾道：“今內外羣官，居職未期而戎奏還，既未定其優劣，且送故迎新，相望道路，巧詐由生，傷農害政。戎不仰依堯舜典謨，而驅動浮華，虧敗風俗，非徒無益，迺有大損。宜免戎官，以敦風俗。”王戎因與外戚賈氏、郭氏是姻親，未被免官，而在元康七年（297年）九月遷司徒。
王戎晚年仰慕古人蘧伯玉，看到天下將亂，於是“與時舒捲”，不復以世事為意，乃至故意敗壞聲名以求自保。《晉諸公贊》謂王戎“性簡要，不治儀望，自遇甚薄，而產業過豐，論者以為台輔之望不重。”《晉書》本傳云：“戎在職雖無殊能，而庶績修理”。王戎典選官吏只依門第高低，“戶調門選而已”。任司徒時，委派僚屬辦理政事，自己常騎小馬從便門出遊。雖然位極人臣，王戎卻獨自出行，巡視田園地產時，以手巾插腰，不帶隨從。王戎的很多門生故吏也做了大官，在路上相遇時，王戎“輒下道避之”。元康九年（299年）愍懷太子被廢，王戎也沒有一言勸諫。
永康元年（300年）四月，趙王司馬倫起事，囚禁賈后，誅司空張華、尚書僕射裴頠、侍中賈謐等大臣，王戎因嫁女與裴頠而坐免官。趙王倫於永寧元年（301年）正月篡皇帝位。三月，齊王司馬冏起兵于許昌，討伐趙王倫，成都王司馬穎等宗王響應。趙王倫之子欲以王戎為軍司。博士王繇諫曰：“濬沖譎詐多端，安肯為少年用？”趙王子乃止。
四月，齊王冏殺趙王倫，擁惠帝反正，以王戎為尚書令。太安元年（302年）五月遷司徒。十二月，河間王司馬顒聯合成都王穎討伐齊王冏。齊王冏問策于王戎。王戎謂齊王冏自誅趙王倫以來，賞罰失當，以致朝野多有怨言，人懷貳志；建議齊王冏主動撤回封國，尚可保住爵位。齊王冏的謀臣葛旟怒斥曰：“漢魏以來，王公就第，寧有得保妻子乎？議者可斬！”群臣驚懼，王戎假裝服食藥力發作，跌倒在廁中，才逃過一劫。
齊王冏、長沙王司馬乂敗後，東海王司馬越執政。永安元年（304年）七月，東海王越奉惠帝北征成都王穎，王戎等百官隨行。成都王穎部將石超敗帝師於蕩陰。惠帝傷及面頰，身中三箭。王戎隨惠帝被擄至鄴縣。東海王越逃回封國東海，駐守關中的河間王顒遣部將張方乘機進駐洛陽。八月，成都王穎敗於東瀛公司馬騰（東海王越之弟）、安北將軍王浚，從鄴縣逃往洛陽。王戎也隨惠帝被成都王穎挾往洛陽。控制洛陽的張方又送惠帝及成都王穎西入長安。王戎出奔郟縣。史載王戎在危難之際，談笑自如，“未嘗有懼色”。此後終日以宴飲自娛。永興二年六月初四日（305年7月11日），王戎卒於郟縣，終年七十二，諡曰“元”。

## 逸事
- 王戎之妻以“卿”稱呼王戎（按禮，婦人應以“君”稱其夫，“卿”是夫對妻的稱呼）。王戎說：“婦人卿婿，於禮為不敬，後勿復爾。”其妻曰：“親卿愛卿，是以卿卿。我不卿卿，誰當卿卿？”[16]。王戎也無可奈何。成語“卿卿我我”即出於此典。
- 王戎及其從弟王衍素與征南大將軍羊祜不睦。羊祜在荊州時曾欲以軍法斬王戎，又謂王衍敗俗傷化。故王戎、王衍時常詆毀羊祜。時人諺語云：“二王當國，羊公無德。”[17]
- 王衍曾拒絕品評當時在琅邪郡作郡吏的孫秀，而王戎卻勸王衍給孫秀好的品級。後來趙王司馬倫、孫秀掌權，殺戮朝官，王戎、王衍得以幸免。
- 王戎厭惡其族弟王敦。王敦求常見時，常託病推辭。

## 評價
後世對王戎的評價毀譽參半。一般認為竹林七賢中的王戎、山濤二人貪圖高官厚祿，依附於司馬氏，與嵇康、阮籍等人不事權貴或淡泊名利的態度大相徑庭。但也有人認為竹林七賢的政治傾向原本就各不相同，嵇、阮等人也並非有意維護曹魏統治，而與司馬氏為敵。南朝人顏延之作《五君詠》，以嵇康、阮籍、劉伶、阮咸、向秀五人各成一詩，棄山濤、王戎二人不取。
《世說新語》記載王戎為人貪婪吝嗇，書中“儉嗇”一篇共九條，就有四條記王戎事。《晉書》本傳謂王戎“性好利”，多置園田水碓，聚斂無已，富甲京城。王戎在荊州任上曾派遣部下修建園宅，因此被免官，後來出錢贖回。據說王戎常與夫人手執象牙筹計算財產，日夜不輟。同時又十分吝嗇。家中有很好的李樹，王戎欲拿李子去賣，又怕別人得到種子，就事先把果核鑽破。王戎之女嫁與裴頠時，向王戎借了數萬錢，很久沒有歸還。女兒歸省時，王戎便神色不悅，直到把錢還清才高興起來。王戎的侄子要成婚，王戎只送了一件單衣，完婚後又要了回來。時人謂王戎有“膏肓之疾”。也有不少人認為這些都是王戎為避禍于亂世的“自晦”之舉，晉武帝也曾以“不欲為異”為王戎辯解。而且王戎早年喪父時，因辭謝故人的禮金而成名。八王之亂中，郟縣縣令華譚撫恤百姓，王戎“聞而善之”，“出穀三百斛以助之”。與王戎同時的鍾會、傅暢評價其為人“簡要”，武陔論其“尚約”，南朝人劉孝標則云“戎性通任”，也與《世說新語》中其儉吝的形象不合。東晉戴逵《竹林七賢論》云：“王戎晦默于危亂之際，獲免憂禍，既明且哲，於是在矣。”今人余嘉錫則認為，王戎天性鄙吝，戴逵所言，乃是出於“名士相為護惜”，“阿私所好，非公論也”。南朝梁昭明太子蕭統以顏延之《五君詠》不取山濤、王戎二人，因作《詠山濤王戎》詩，論王戎曰：
濬沖如簫散，薄莫至中臺。徴神歸鑒景，晦行屬聚財。
王戎在晉代還是有名的孝子。武帝時為其母守喪，雖逾越禮制，飲酒食肉，但面容憔悴，身體虛弱，連起身都要扶拐杖。中書令裴楷往弔其母，說：“若使一慟果能傷人，濬沖必不免滅性之譏。”而尚書和嶠在同時遭父喪，雖然寢苫食粥，但哀毀不過禮，氣色不衰。劉毅稱之為“和嶠生孝，王戎死孝。”

## 家族
- 祖：王雄，魏幽州刺史。
- 父：王渾，涼州刺史，封貞陵亭侯。
- 子女
  - 王万，嫡長子。體胖，十九歲而亡。
  - 王興，次子，庶出，為王戎所不齒。王戎以其堂兄王愔之子為嗣。
  - 王氏，長女，尚書僕射裴頠之妻。
- 族人
  - 王衍，王戎堂弟，官至司徒。
  - 王澄，王戎堂弟，官至荊州刺史，後被晋元帝召為軍諮祭酒，不久被王敦殺害。
  - 王詡，字季胤，王戎堂弟，脩武令。[27]